# Порт Хайдарпаша
Порт Хайдарпаша, также известный как порт Хайдар-паши (тур. Haydarpaşa Limanı) или порт Стамбула – крупнейший морской порт города, терминал для ролкеров и контейнеров, расположен в районе Хайдарпаша в Стамбуле, у южного входа в Босфор, недалеко от вокзала Хайдарпаша. Он находится в ведении Турецких государственных железных дорог (TCDD) и обслуживает внутренние районы страны, включая наиболее промышленно развитые районы.
Это крупнейший порт Стамбула и второй по величине порт в регионе Мраморного моря после порта Амбарлы. С годовым объёмом грузов, превышающим шесть миллионов метрических тонн, это четвёртый по величине порт Турции после Мерсина, Амбарлы и Измира.

## История
Начало строительства порта было положено 20 апреля 1899 года компанией «Анатолийские железные дороги», которая эксплуатировала его до 24 мая 1924 года, когда в империи случилась революция и была установлена Турецкая Республика. 31 мая 1927
Анатолийская железная дорога начала строительство порта 20 апреля 1899 года и эксплатировала порт до тех пор, пока 24 мая 1924 года его не приобрела вновь созданная Турецкая Республика. 31 мая 1927 года управление портом было передано Турецким государственным железным дорогам (TCDD).
5 февраля 1953 года началось расширение порта Хайдарпаша. Первая часть была завершена в 1954 г., а вторая в 1967 г.

## Портовые сооружения

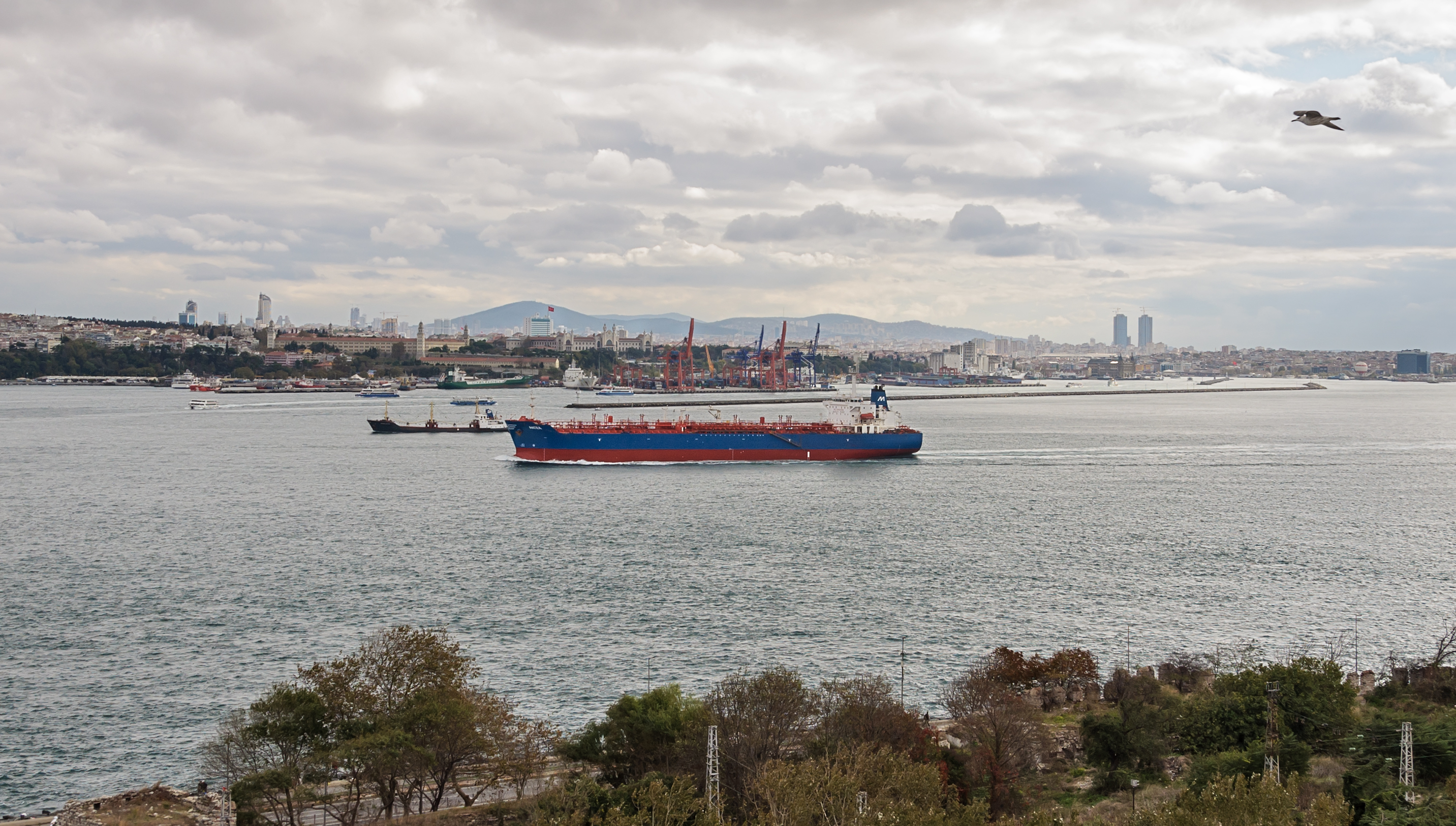
Вид на порт Хайдарпаша из четвёртого двора дворца Топкапы.

В порту имеется 21 причал и два больших пирса. Причалы специализированы для конкретных портовых отраслей: один для обслуживания моторных лодок длиной 150 м, два для навалочных грузов (длиной 430 м), 8 крупногабаритных причалов для генеральных грузов (от 160 до 334 м), 3 средних причалы для генеральных грузов (от 50 до 97 м), два терминала ролкеров (от 141 до 164 м) и, наконец, 5 контейнерных терминалов (от 295 до 350 м). Глубина воды у причалов колеблется от 5 до 12 м. Суда в порту защищены двумя волноломами от всевозможных воздействий, вызванных погодой и морем.
Морские средства порта включают 3 буксира мощностью до 2500 л.с. и 2 швартовочных устройства.

### Контейнерный терминал

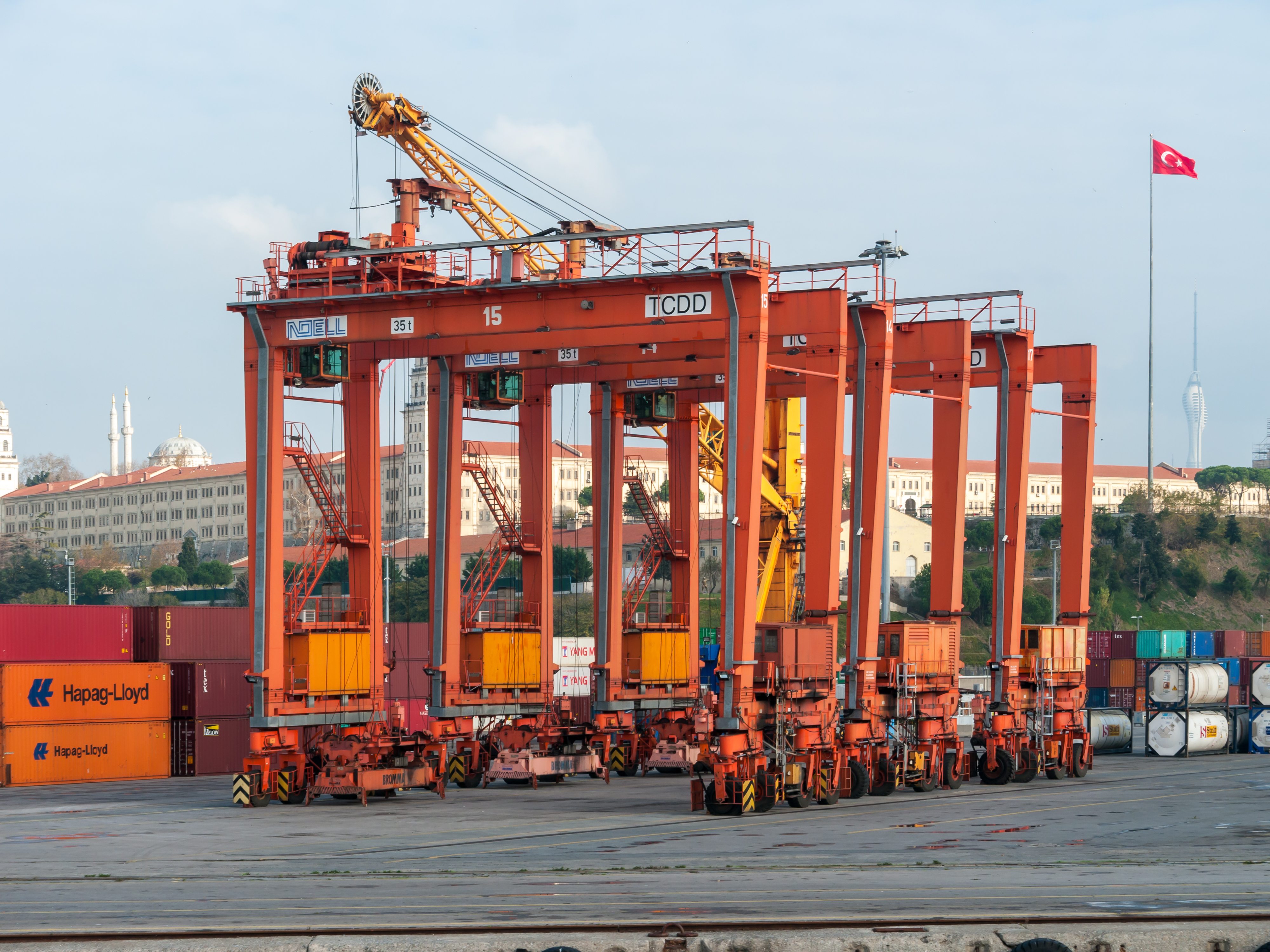
Портовые перевозчики в порту Хайдарпаша

Суммарная пропускная способность пяти контейнерных терминалов составляет 1700 судов в год. Операции осуществляются 4 причальными козловыми кранами г/п 40 т, 18 козловыми кранами на резиновых колёсах (г/п 40 т), 9 отвалообразователями (г/п от 25 до 42 т) и 8 вилочными погрузчиками для порожних контейнеров (г/п 8-10 т). Также доступны девять береговых и дворовых кранов (от 3 до 35 тонн), 6 мобильных кранов (от 5 до 25 тонн), 8 стандартных и 30 маломачтовых вилочных погрузчиков. Ещё одна услуга, доступная на терминале — это предоставление рефрижераторных помещений для рефрижераторных контейнеров.
Площадь контейнерного терминала составляет почти 100 000 м² с вместимостью 15 000 TEU. Годовая пропускная способность порта составляет 750 000 ДФЭ. За контейнерным причалом находится контейнерная грузовая станция площадью 3600 м². В дополнение к открытому складу площадью 313 000 м² и крытой площади 21 000 м² существует наземный контейнерный терминал за пределами порта в районе Гёзтепе для штабелирования пустых контейнеров. Он занимает площадь 55 000 м² с вместимостью 52 800 ДФЭ.
Погрузка и разгрузка контейнеров, а также таможенная очистка производятся на терминале в порту.

### Ролкерный терминал
Терминал ролкеров может принимать 360 судов в год и обрабатывать 410 000 тонн грузов, 65 000 грузовиков и 60 000 автомобилей в год. Между портами Хайдарпаша и Черноморск, Украина, два раза в неделю курсировал грузовой и пассажирский ролкерный паром.

### Оборудование для погрузочно-разгрузочных работ
В порту могут обслуживаться 1134 генеральных грузовых судна в год. Плавсредства включают один плавкран г/п 250 тонн, 17 береговых и стапельных кранов (от 3 до 35 тонн), 17 самоходных кранов (от 5 до 25 тонн), 67 вилочных погрузчиков для генеральных грузов (от 2 до 5 тонн), один погрузчик, 6 тракторов, 25 прицепов (40 тонн), 10 прицепов (20 тонн) и два мостовых весов грузоподъемностью 100 тонн.

### Объекты для обработки сыпучих материалов
Два причала обслуживают сухогрузы до 79 судов в год. Зерновой бункер вместимостью 34 000 тонн, принадлежащий Турецкому совету по зерну (TMO), доступен и имеет конвейерное сообщение с причалом.

### Железнодорожный паромный терминал

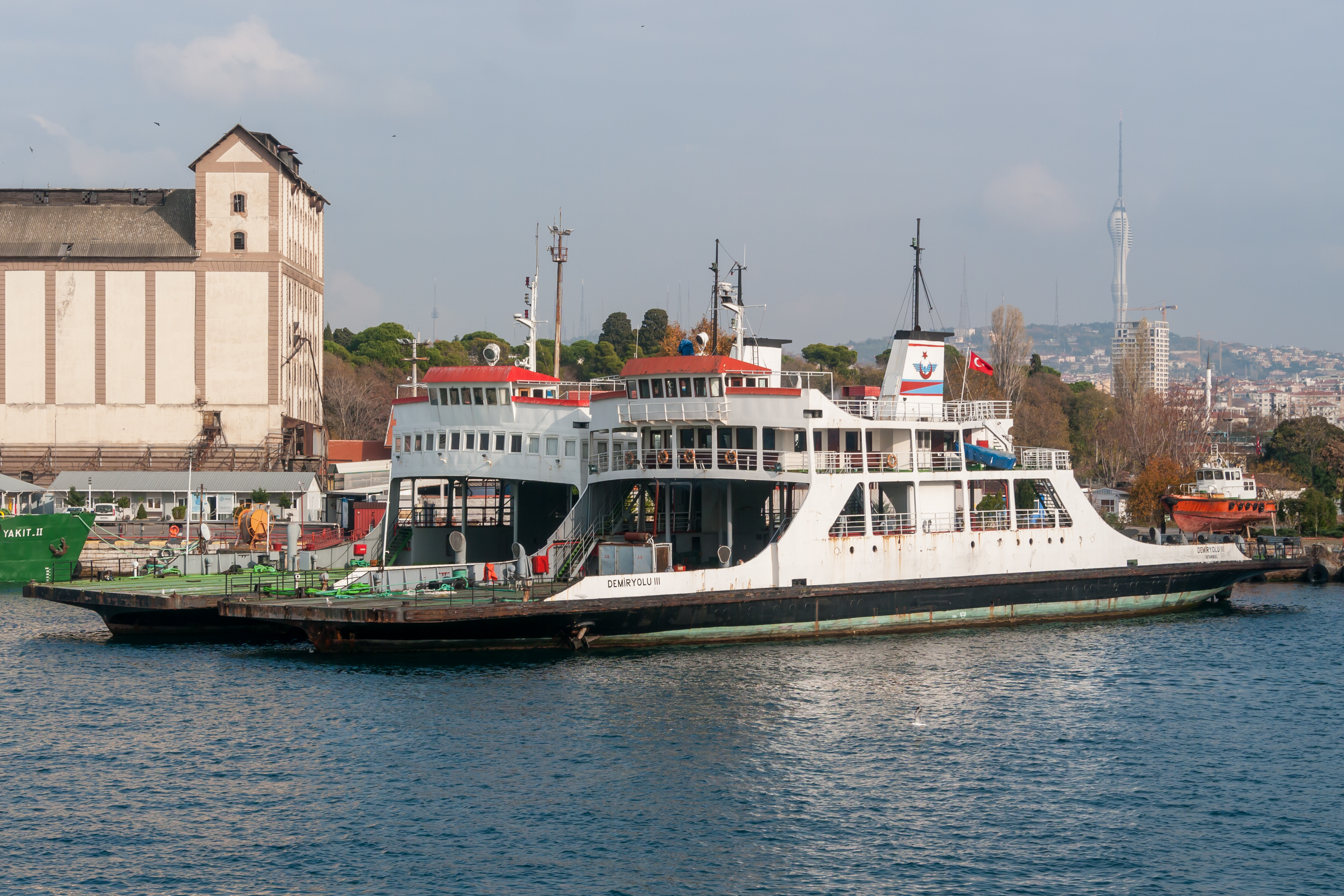
Железнодорожный паром Демириолу III

Железнодорожный паромный терминал и паромы курсируют между Сиркеджи и Хайдарпашой, двумя берегами Босфора. Каждый из трёх железнодорожных паромов грузоподъёмностью 480 тонн может перевозить 14 железнодорожных вагонов.

## Портовая навигация
Лоцманская проводка обязательна для швартовки, отшвартовки и постановки на якорь. Эта услуга круглосуточно предоставляется Турецкой морской администрацией (TDİ). Лоцманы встречают суда к западу от линии, проходящей через свет на волнорезе гавани рыбацких лодок Кумкапы на европейской стороне Мраморного моря.
Буксировка не требуется для судов валовой вместимостью до 1500 брутто-тонн. Швартовка лодки обязательна и организуется лоцманом. Услуга предоставляется Дирекцией порта круглосуточно.

## Будущий проект
Порт и его окрестности планировали реконструировать примерно с 2006 года, но в 2023 году он всё ещё работал как контейнерный порт в центре города.

## Смотрите также
- Багдадская железная дорога
- Вокзал Хайдарпаша
- Мармарай